# Ocotempa (västra Tequila kommun)
Ocotempa är en ort i Mexiko.   Den ligger i kommunen Tequila och delstaten Veracruz, i den sydöstra delen av landet, 220 km öster om huvudstaden Mexico City. Ocotempa ligger 2 197 meter över havet och antalet invånare är 124.
Terrängen runt Ocotempa är kuperad åt sydost, men åt nordväst är den bergig. Runt Ocotempa är det ganska tätbefolkat, med 93 invånare per kvadratkilometer. Närmaste större samhälle är Orizaba, 13,9 km norr om Ocotempa. I omgivningarna runt Ocotempa växer i huvudsak blandskog.